# Rhodri Morgan
Hywel Rhodri Morgan (Cardiff, 29 de setembre de 1939 – Gwenfô, 17 de maig de 2017) fou un polític gal·lès, segon Primer secretari per Gal·les i el primer a portar el títol de Primer ministre de Gal·les, que ocupà del 2000 al 2009. Membre del Partit Laborista Gal·lès, fou Membre de l'Assemblea per Cardiff Oest d'ençà 1999. Fou el Primer Ministre que més temps ha estat al poder fins a l'actualitat, servint de manera contínua durant 9 anys i 10 mesos.

## Biografia
Va néixer a Cardiff i va estudiar al St John's College d'Oxford i a la Universitat Harvard. Va treballar pel Consell del comtat de South Glamorgan des de 1974 fins a 1980 abans d'esdevenir el cap de l'oficina de la Comunitat Europea a Gal·les. El 1987 va ser escollit com a Membre del Parlament (MP) pel partit laborista a la circumscripció de Cardiff Oest. Entre el 1988 i el 1994, va ser el portaveu de Medi Ambient del gabinet a l'ombra. També va ser el president del Comitè Selecte de la Cambra dels Comuns sobre Administració Pública (1997-1999), i portaveu del banc de l'oposició en Energia (1988-1992) i Afers Gal·lesos (1992-1997). Va esdevenir Primer Ministre el 16 d'octubre de 2000, havent mantingut el mateix càrrec sota l'antic títol de "Primer Secretari" des del febrer del mateix any. Va ser proposat per al Consell Privat del Regne Unit (Privy Council) el juliol de 2000.
Compromès amb la demanda d'autonomia per Gal·les, Morgan va lluitar per ser la persona nomenada pels laboristes a la (llavors anomenada) Primera Secretaria de l'Assemblea Nacional de Gal·les. Va perdre davant del llavors Secretari d'Estat per Gal·les, Ron Davies. Davies va haver de dimitir del seu càrrec després d'un presumpte escàndol sexual, i Morgan va tornar a presentar-se per al càrrec. El seu contrincant, Alun Michael, nou Secretari d'Estat per Gal·les, era vist com un participant a contracor en aquest procés, tot i haver estat compromès durant molts anys amb la devolució gal·lesa, i a més era considerat el candidat preferit de la cúpula dirigent del Partit Laborista al Regne Unit. Michael va ser degudament escollit per al càrrec, però va cessar al cap de poc més d'un any enmig d'amenaces d'una imminent moció de censura i d'un complot generalitzat contra ell que comptava no sols amb membres del seu propi partit sinó fins i tot amb grups de l'Assemblea i membres del Gabinet. Rhodri Morgan va ser escollit com el nou candidat laborista, i va accedir al càrrec de Primer ministre. Va haver de renunciar a la Cambra dels comuns a les Eleccions Generals de 2001.
El lideratge de Morgan s'ha caracteritzat per un desig de distanciar-se ell mateix d'uns quants aspectes de la política del partit laborista del Regne Unit, particularment en relació als plans d'introduir l'elecció en els serveis públics. Els crítics també s'han queixat de la percebuda falta d'entrega en aquests serveis públics, principalment en el sector sanitari, on les llistes d'espera dels hospitals encara són més altes que a Anglaterra. En un discurs a Swansea, al Centre Nacional per les polítiques públiques al novembre de 2002, Morgan va mostrar la seva oposició als hospitals privats (una proposta dels laboristes britànics), i es va referir a les diferents polítiques a Gal·les i a Westminster.
L'1 de maig de 2003, els laboristes, sota el lideratge de Morgan, van tornar a ser escollits en les eleccions de l'Assemblea Gal·lesa. Morgan va aconseguir guanyar suficients escons per formar una administració únicament laborista (l'elecció va tenir lloc sota la representació proporcional, i els laboristes van guanyar 30 dels 60 escons de l'Assemblea i la majoria absoluta es va aconseguir quan la diputada Dafydd Elis-Thomas va ser elegida presidenta de l'Assemblea) i va nomenar el seu gabinet el 9 de maig. En aquestes eleccions, els laboristes van recuperar fàcilment tots els antics feus que havien perdut en favor del Plaid Cymru a raó de la impopularitat d'Alun Michael el 1999.
Morgan va morir el 17 de maig de 2017 després de desplomar-se mentre feia ciclisme prop de casa seva, a Gwenfô.
Tant Rhodri Morgan com la seva dona Julie Morgan eren partidaris distingits de l'Associació Humanista Britànica. Entre les aficions de Rhodri Morgan hi havia la lectura i la conducció de lleure per l'àrea de la badia de Cardiff trobant-se amb els seus electors. La seva dona Julie era diputada laborista per Cardiff Nord.